# Taliabudwerghoningeter
De taliabudwerghoningeter (Myzomela wahe) is een endemische vogel uit de regenbossen van het het eiland Taliabu (Soela-archipel, Indonesië). De soort werd in 2020 in het tijdschrift Science als nieuwe soort voor de wetenschap geldig beschreven.

## Ontdekking en naamgeving
De vogel werd al in 1991 ontdekt tijdens een ornithologische expeditie van de Universiteit van East Anglia. Het holotype werd verzameld in december 2013 in tropisch regenwoud tussen de 600 en 800 meter boven zeeniveau op het eiland Taliabu. De wetenschappelijke naam verwijst naar het dorp Wahe waar het holotype werd verzameld.

## Kenmerken
De vogel is 9 tot 12 cm lang. Deze soort vertoont subtiele verschillen met de nauw verwante sulawesidwerghoningeter (M. chloroptera) en rode Molukse dwerghoningeter (M. wakoloensis elisabethae). Vergelijkend onderzoek aan het mitochondriaal DNA maakt een aparte soortstatus verdedigbaar. 